# Шолаканкатинський сільський округ
Шолаканкати́нський сільський округ (каз. Шолақаңқаты ауылдық округі, рос. Шолаканкатинский сельский округ) — адміністративна одиниця у складі Сиримського району Західноказахстанської області Казахстану. Адміністративний центр — село Тоганас.
Населення — 825 осіб (2021; 1437 у 2009, 2909 у 1999, 3498 у 1989).
Станом на 1989 рік існувала Шолаканкатинська сільська рада (села Анкаті, Караганда, Куспанколь, Сегізуй, Тоганас). Село Сегізуй ліквідовано 2024 року.

## Склад
До складу округу входять такі населені пункти:
| Населений пункт  | Старі назви | Населення, осіб (1989) | Населення, осіб (1999) | Населення, осіб (2009) | Населення, осіб (2021) |
| ---------------- | ----------- | ---------------------- | ---------------------- | ---------------------- | ---------------------- |
| Анкати, село     | Анкаті      | 818                    | 623                    | 304                    | 119                    |
| Караганди, село  | Караганда   | 554                    | 428                    | 214                    | 61                     |
| Куспанколь, село | -           | 528                    | 513                    | 365                    | 237                    |
| Сегізуй, село    | -           | 462                    | 385                    | 39                     | 34                     |
| Тоганас, село    | -           | 1136                   | 960                    | 515                    | 374                    |